# Smithiantha
Smithiantha är ett släkte av tvåhjärtbladiga växter. Smithiantha ingår i familjen Gesneriaceae.
Kladogram enligt Catalogue of Life:
| Smithiantha | \| \| Smithiantha aurantiaca \| \| \| \| \| \| Smithiantha canarina \| \| \| \| \| \| Smithiantha cinnabarina \| \| \| \| \| \| Smithiantha laui \| \| \| \| \| \| Smithiantha multiflora \| \| \| \| \| \| Smithiantha zebrina \| \| \| \| |
|             | \| \| Smithiantha aurantiaca \| \| \| \| \| \| Smithiantha canarina \| \| \| \| \| \| Smithiantha cinnabarina \| \| \| \| \| \| Smithiantha laui \| \| \| \| \| \| Smithiantha multiflora \| \| \| \| \| \| Smithiantha zebrina \| \| \| \| |
|             | Smithiantha aurantiaca |
|             | |
|             | Smithiantha canarina |
|             | |
|             | Smithiantha cinnabarina |
|             | |
|             | Smithiantha laui |
|             | |
|             | Smithiantha multiflora |
|             | |
|             | Smithiantha zebrina |
|             | |

## Bildgalleri

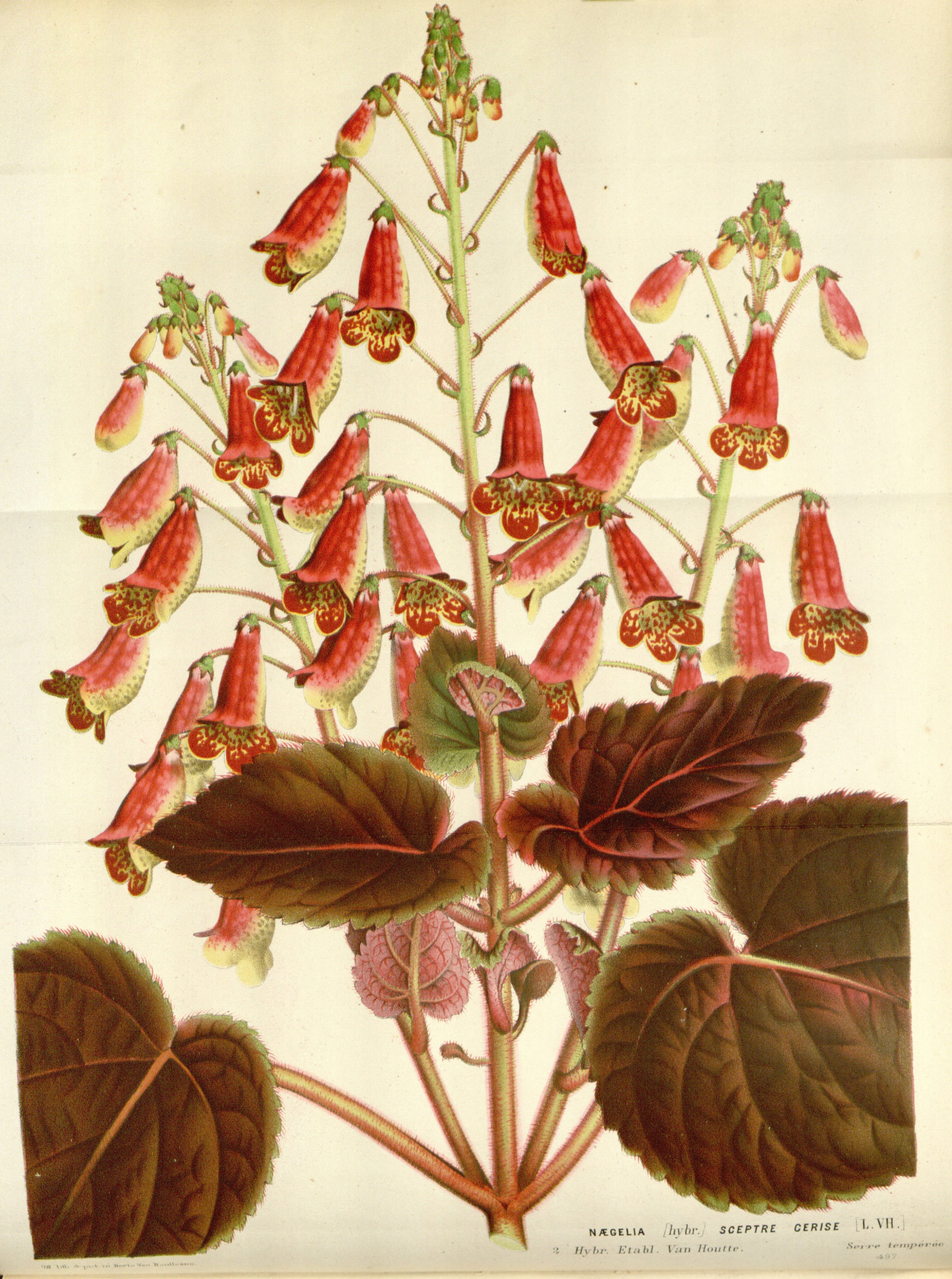
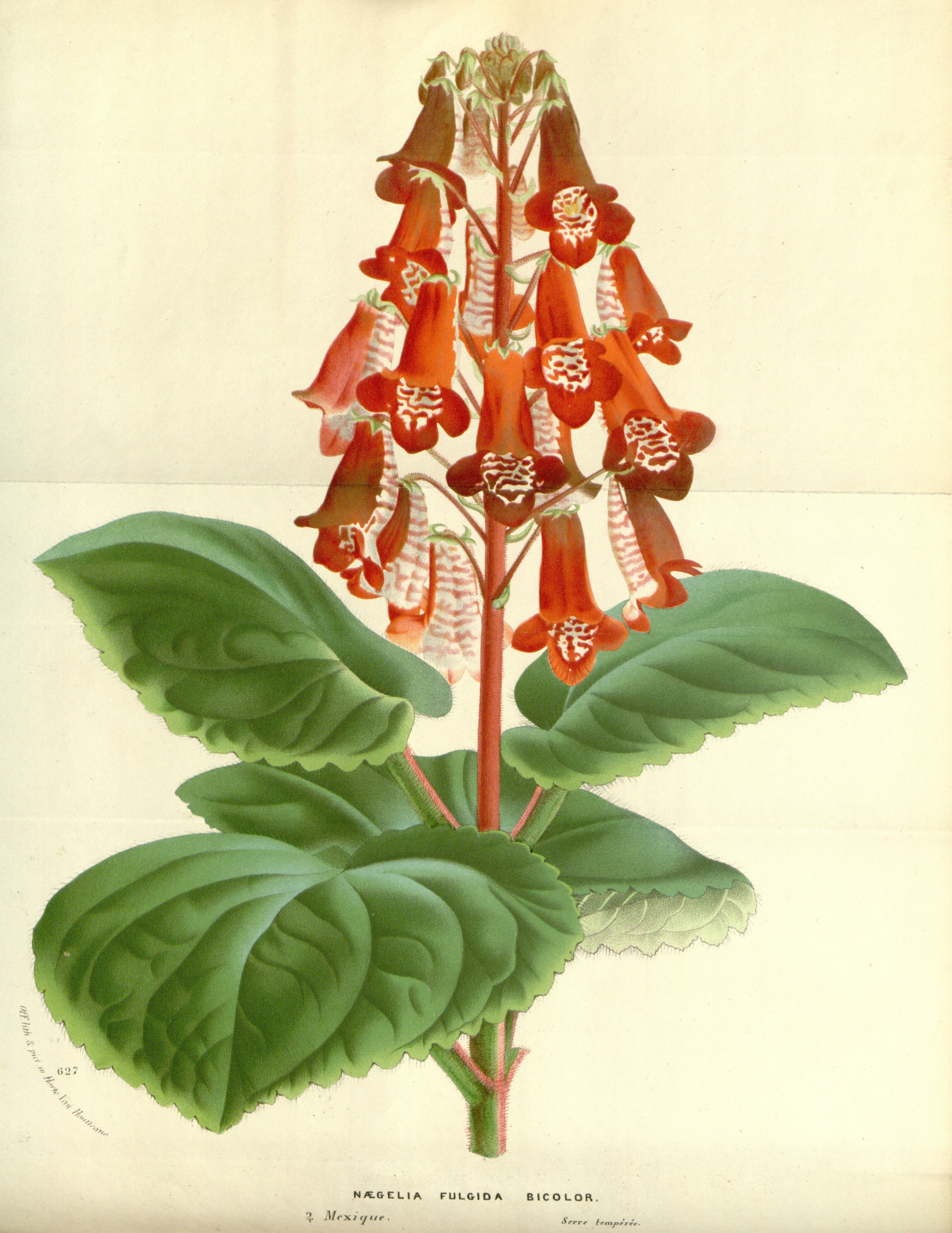
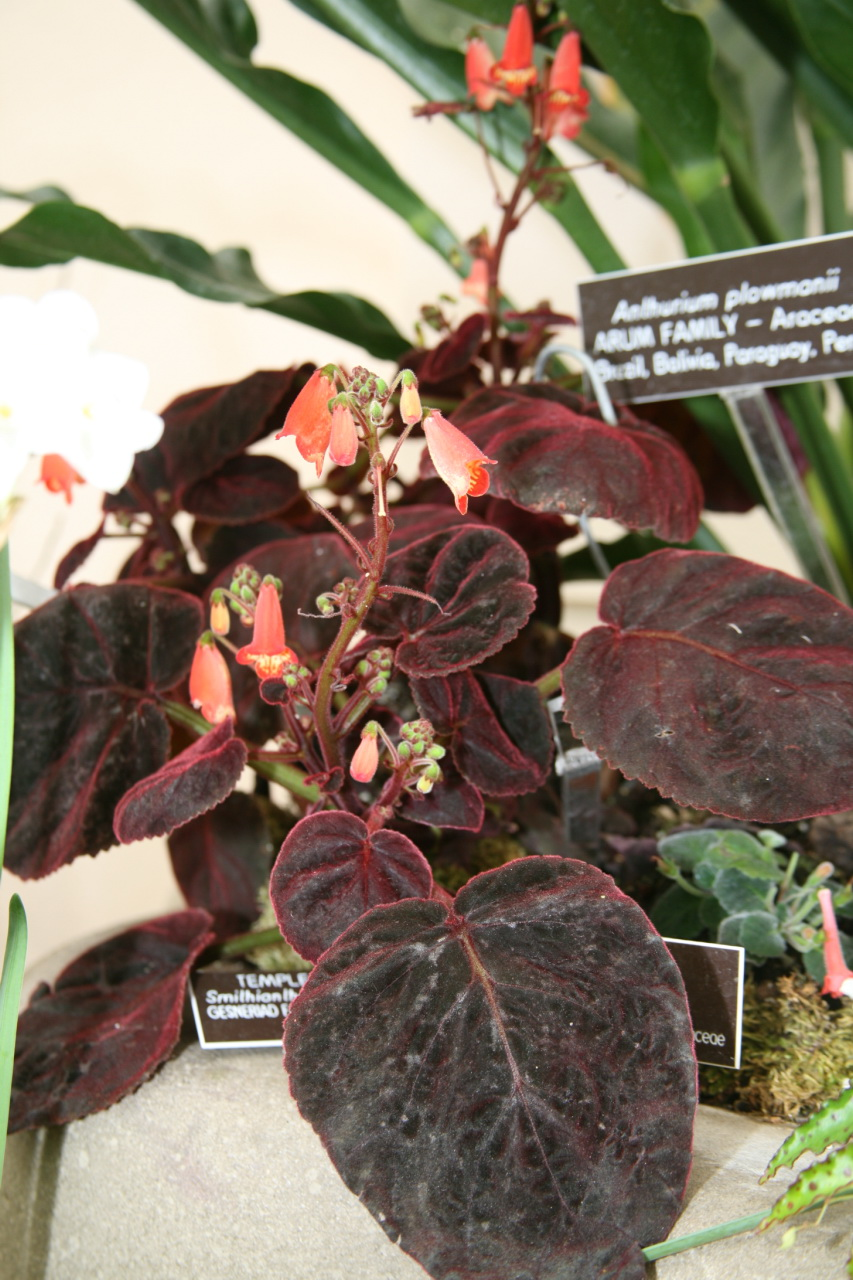
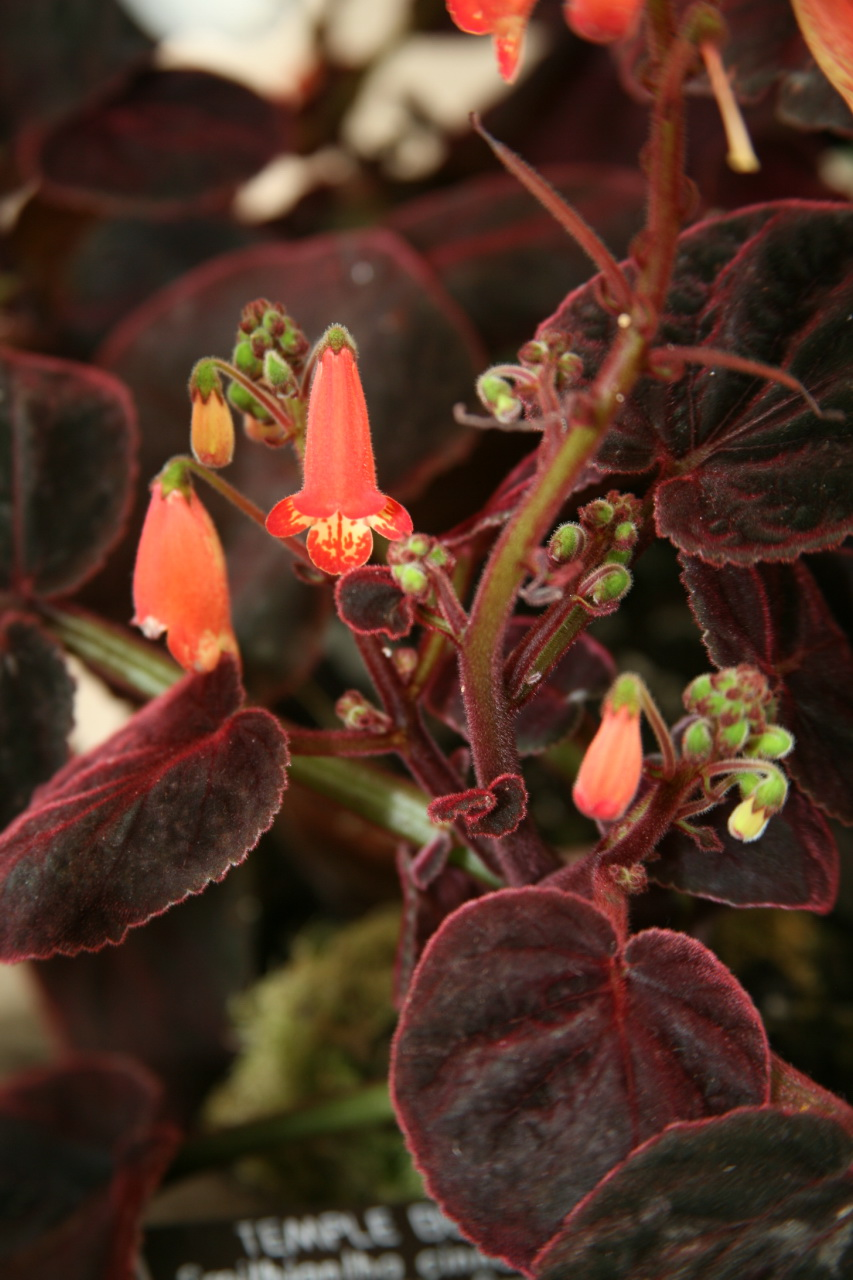
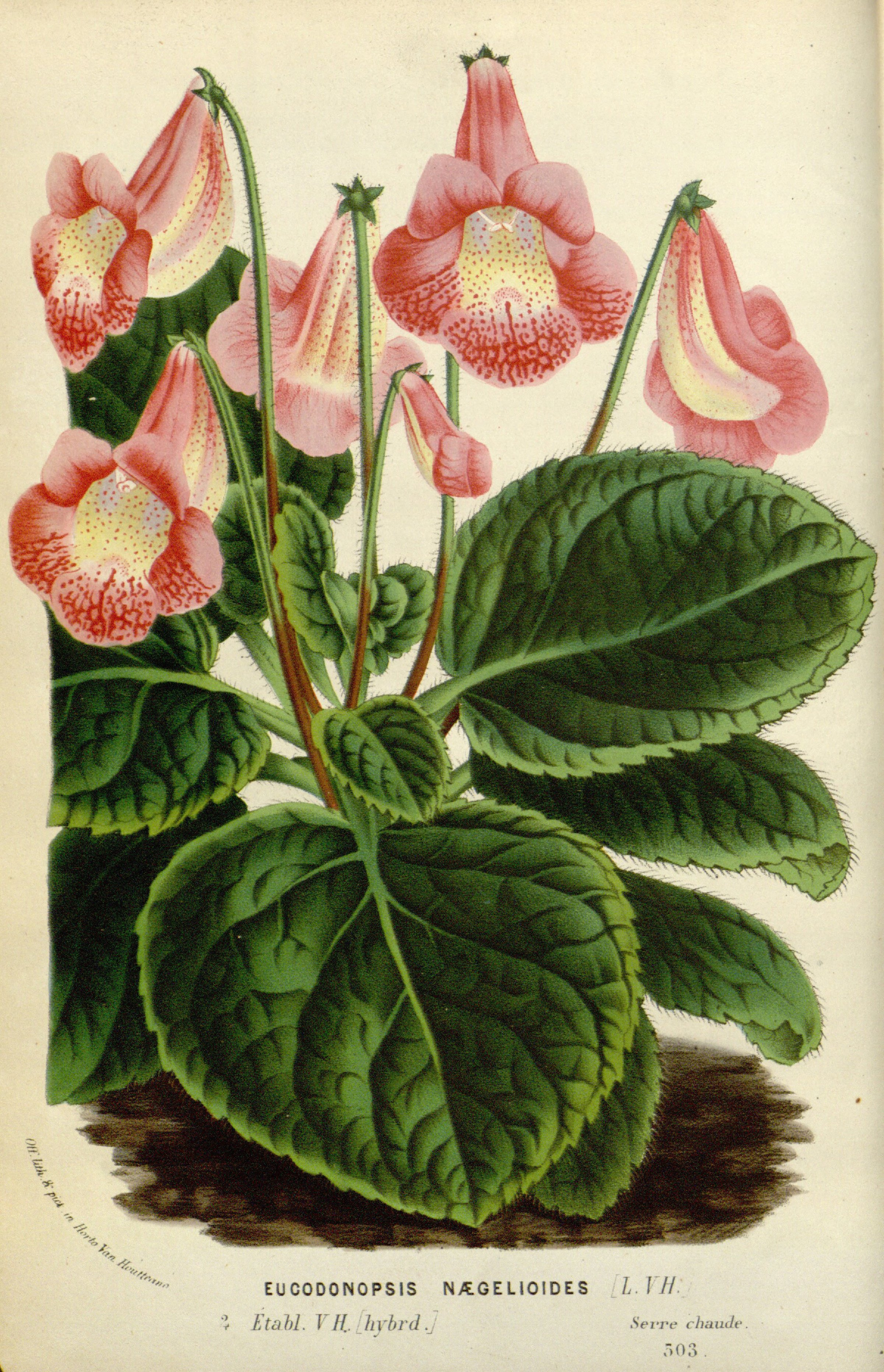